# Toxicon
Toxicon ist eine wissenschaftliche Fachzeitschrift, die vom Elsevier-Verlag veröffentlicht wird. Die erste Ausgabe erschien im Jahr 1962. Derzeit erscheint die Zeitschrift sechzehnmal im Jahr. Sie ist die offizielle Zeitschrift der International Society on Toxinology. Es werden Artikel veröffentlicht, die sich mit Toxinen tierischen, pflanzlichen oder mikrobiellen Ursprungs beschäftigen.
Der Impact Factor lag im Jahr 2014 bei 2,492. Nach der Statistik des ISI Web of Knowledge wird das Journal mit diesem Impact Factor in der Kategorie Pharmakologie und Pharmazie an 115. Stelle von 254 Zeitschriften und in der Kategorie Toxikologie an 41. Stelle von 87 Zeitschriften geführt.
Chefherausgeber ist Alan L. Harvey, University of Strathclyde, Glasgow, Vereinigtes Königreich.